# NGC 293
NGC 293 (również PGC 3195) – galaktyka spiralna z poprzeczką (SBb), znajdująca się w gwiazdozbiorze Wieloryba. Odkrył ją Albert Marth 27 września 1864 roku.